# Rio Cajuapara
Rio Cajuapara är ett vattendrag i Brasilien.   Det ligger i delstaten Maranhão, i den nordöstra delen av landet, 1 300 km norr om huvudstaden Brasília.
Omgivningarna runt Rio Cajuapara är huvudsakligen savann. Runt Rio Cajuapara är det mycket glesbefolkat, med 7 invånare per kvadratkilometer.